# NPO Energomash

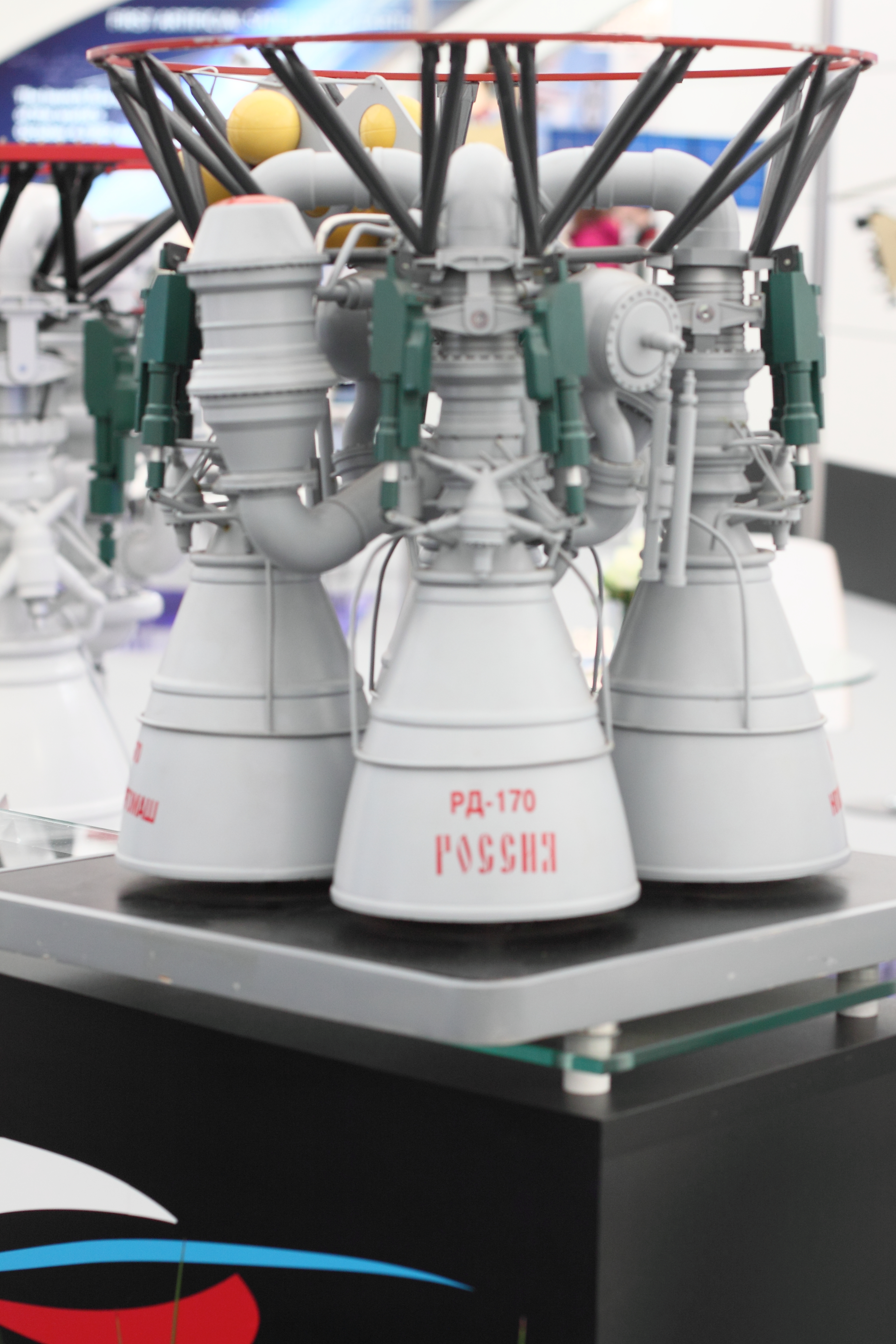
Um motor RD-170, em exposição

A NPO Energomash "V. P. Glushko", é uma empresa de engenharia aeroespacial Russa, especializada no projeto e produção de motores de 
foguete movidos a combustível líquido. Ela teve origem num antigo Departamento de desenvolvimento de design, da época da União Soviética (OKB).
A sede da NPO Energomash, está localizada em Khimki, cidade vizinha a Moscou, com subsidiárias em: Samara, 
Perm e São Petersburgo, empregando cerca de 5.500 trabalhadores.
Fundada originalmente em 1946, como o OKB-456, a companhia é conhecida mundialmente por sua longa história no desenvolvimento de grandes
motores usando Querosene e LOX como propelentes. A NPO Energomash "V. P. Glushko", recebeu esse nome em 15 de Maio de 1991,
em homenagem ao seu projetista chefe, Valentin Glushko.
Entre os vários motores desenvolvidos por ela, destacam-se:
- RD-107
- RD-108
- RD-117
- RD-120
- RD-170
- RD-180
- RD-191
- RD-253
- RD-270
- RD-701
- RD-0120
- RD-0124
- RD-0146